# Futur immédiat, Los Angeles 1991
Pour les articles homonymes, voir Alien Nation.
Pour plus de détails, voir Fiche technique et Distribution.
Futur immédiat, Los Angeles 1991 (Alien Nation) est un film américain réalisé par Graham Baker, sorti en 1988.

## Synopsis
Fin des années 1980, des extra-terrestres se sont implantés sur Terre. Après des années passées sous quarantaine, ils sont libres d'aller et venir mais sont victimes d'une nouvelle forme de discrimination. Dans ce contexte, en 1991, Sam (Samuel) Francisco est le premier officier de police extra-terrestre. Son partenaire est un vétéran du Los Angeles Police Department. Ils devront surmonter leurs différences pour mettre à mal les complots des dirigeants extra-terrestres.

## Fiche technique
- Titre français : Futur immédiat, Los Angeles 1991
- Titre québécois : Futur immédiat
- Titre original : Alien Nation
- Réalisation : Graham Baker
- Scénario : Rockne S. O'Bannon
- Musique : Curt Sobel (en)
- Photographie : Adam Greenberg
- Montage : Kent Beyda
- Production : Gale Anne Hurd et Richard Kobritz
- Société de production et de distribution : 20th Century Fox
- Pays d'origine :  États-Unis
- Langues originales : anglais, langue extraterrestre fictive
- Format : couleurs - 2,35:1 - Dolby - 35 mm
- Genre : policier, science-fiction, buddy movie
- Budget : 16 000 000 $[réf. nécessaire]
- Durée : 91 minutes
- Dates de sortie :
- États-Unis : 7 octobre 1988
- France : 8 février 1989

## Distribution
- James Caan (VF : Bernard Tiphaine) : Le sergent Matthew Sykes
- Mandy Patinkin (VF : Marc Alfos) : L'inspecteur Samuel 'George' Francisco
- Terence Stamp (VF : Jean Lagache) : William Harcourt
- Kevyn Major Howard (VF : Vincent Ropion) : Rudyard Kipling
- Leslie Bevis (VF : Céline Monsarrat) : Cassandra
- Peter Jason (VF : Vincent Grass) : Fedorchuk
- Conrad Dunn : Quint
- Jeff Kober : Joshua Strader
- Roger Aaron Brown (VF : Tola Koukoui) : L'inspecteur Bill Tuggle
- Tony Simotes : Wiltey
- Tony Perez : Alterez
- Brian Thompson (VF : Gérard Dessalles) : Trent Porter
- Francis X. McCarthy (VF : Jacques Deschamps) : Le capitaine R.B. Warner
- Earl Boen : Le présentateur TV au début du film

## Autour du film
- Le tournage s'est déroulé à Los Angeles du 12 octobre 1987 au 13 janvier 1988.
- La musique du film fut tout d'abord confiée à Jerry Goldsmith, mais son travail, considéré comme trop étrange, fut rejeté durant la phase de postproduction.
- Les maquillages sont l'œuvre du studio de Stan Winston, mais ce dernier ne participa pas à ceux du film.
- La société Hanna-Barbera s'est opposée à la 20th Century Fox qui produisait le film, Hanna-Barbera, propriétaire des droits du dessin animé Les Jetson, s'étant opposée à l'utilisation du nom prévu dans le scénario original pour le détective Samuel 'George' Francisco, qui était George Jetson, quelques jours avant le début du tournage.
- Le scénario original est bien de Rockne S. O'Bannon, mais réécrit par James Cameron.
- Au début du film, on peut voir la façade d'un cinéma diffusant le film fictif Rambo 6.

## Bande originale
- You've Really Got A Hold On Me, interprété par The Miracles
- Surfin Safari, interprété par The Beach Boys
- (Sittin On) The Dock of the Bay, interprété par Michael Bolton
- Sympathy for the Devil, composé par Mick Jagger et Keith Richards, interprété par Jane's Addiction
- Scary Monsters, interprété par David Bowie
- Indestructible, interprété par The Four Tops

## Distinctions

### Récompense
- Saturn Awards
  - Meilleur film de science-fiction

### Nominations
- Saturn Awards
  - Meilleur acteur dans un second rôle pour Mandy Patinkin
  - Meilleur maquillage pour John M. Elliott Jr. & Stan Winston
- International Fantasy Film Awards
  - Meilleur film pour Graham Baker

## Saga
- 1988 : Alien Nation réalisé par Graham Baker
- 1989 : Alien Nation créé par Kenneth Johnson et Harry Longstreet (série TV)
- 1994 : Alien Nation: Dark Horizon (en) réalisé par Kenneth Johnson (TV)
- 1995 : Alien Nation: Body and Soul (en) réalisé par Kenneth Johnson (TV)
- 1996 : Alien Nation: Millennium (en) réalisé par Kenneth Johnson (TV)
- 1996 : Les Mutants (en) (Alien Nation: The Enemy Within) réalisé par Kenneth Johnson (TV)
- 1997 : Alien Nation: The Udara Legacy (en) réalisé par Kenneth Johnson (TV)